# 利特尔福尔斯 (明尼苏达州)
利特尔福尔斯是美国明尼苏达州莫里森县的一座小城。该城建于1848年，是明尼苏达州最古老的的城市之一，且是莫里森县县治所在地。利特尔福尔斯还是查尔斯·林德伯格童年时居住的地方。该市是根据位于密西西比河上横穿全市的瀑布命名的。该城的一些供电锯木厂在19世纪曾几次试图在瀑布上修建水坝。